# السوق الموازية السعودية (نمو)
السوق الموازية السعودية (بالإنجليزية: Nomu - Parallel Market) هي منصة بديلة لتداول الأسهم انطلقت في 26 فبراير عام 2017 بتداول أسهم 7 شركات في 6 قطاعات مختلفة وبشروط إدراج أكثر مرونة مقارنة بالسوق الرئيسية (تداول) من حيث القيمة السوقية ونسب الأسهم المطروحة وعدد المساهمين وتشرف عليها هيئة السوق المالية السعودية.
تهدف السوق الموازية -نمو- إلى إتاحة الفرصة أمام الشركات المؤهلة الصغيرة والمتوسطة لتنويع مصادر التمويل من أجل توسيع وتطوير أعمالها ونشاطاتها مما يسمح لها بالانتقال إلى السوق الرئيسية بعد تحقيق جميع شروط الإدراج في (تداول).

## شروط ومتطلبات الإدراج في السوق الموازية نمو
- يجب أن يكون المصدر شركة مساهمة سعودية أو أن يكون غالبية رأس مالها مملوك لمواطني دول مجلس التعاون الخليجي وتتمتع بجنسية إحدى دول المجلس أو مستثمرون أجانب مؤهلون.
- أن تكون القيمة السوقية للشركة 10 ملايين ريال كحد أدنى.
- أن يملك الجمهور 20% على الأقل من الأسهم بحيث لا يزيد عن 5% لكل مستثمر.
- أن لا يقل عدد المساهمين من الجمهور عن 50 في حال كانت القيمة السوقية المتوقعة لجميع الاسهم المطلوب ادراجها تزيد على 40 مليون ريال، أو 35 مساهما في حال كانت القيمة تقل عن 40 مليون ريال.
- أن يكون للشركة نشاط تشغيلي لمدة سنة على الأقل.
- أن يكون للشركة مستشارا ماليا وآخر قانوني.
- ان يكون لدى الشركة الراغبة في الإدراج قوائم وتقارير مالية سنوية مدققة وقوائم مالية ربع سنوية مراجعة.
- الإفصاح عن المعلومات الجوهرية للشركة.
- أن لا يوجد متطلب لربحية الشركة.
- يحظر بيع أسهم المؤسسين لمدة سنة بعد الإدراج.
- في فبراير 2019، أضافت شركة السوق المالية السعودية "تداول" بعض التغييرات في السوق الموازية على مرحلتين، بهدف زيادة عدد الشركات المدرجة، للمساهمة في تطوير السوق وزيادة السيولة المتداولة.

تغييرات المرحلة الأولى والتي تطبق في الربع الأول لعام 2019:
1. السماح للشركات بالتسجيل في السوق الموازية دون اكتتاب.
2. وضع آلية منظمة لانتقال الشركات من السوق الموازية إلى السوق الرئيسية.
3. تغيير موعد التقارير المالية من ربع سنوية إلى نصف سنوية.
4. تقليل الحد الأدنى في الصفقات العادية.
5. إنشاء مؤشر الحد الأعلى في السوق الموازية.
6. تحديث الحد الأدنى للسيولة في اشتراطات الإدارج.

تغييرات المرحلة الثانية للربع الثاني من عام 2019:
1. إدراج كل من صناديق الاستثمار المغلقة وصناديق الاستثمار العقارية «ريتس» المتداولة، في السوق الموازية.
2. وضع صندوق يختص بالبحوث والدراسات التحليلية.
3. تطبيق حدود للتذبذب السعري.[4]

## أهم الفروق بين السوق الرئيسية والسوق الموازية
|                                | السوق الرئيسية (تداول)                                                                                               | السوق الموازية (نمو) |
| ------------------------------ | --- | --- |
| الحد الأدنى للقيمة السوقية     | 100 مليون ريال | 10 مليون ريال |
| النسبة المئوية للأسهم المطروحة | 30 % على الأقل | 20 % على الأقل |
| عدد المساهمين                  | 200 مساهم على الأقل                                                                                                  | أن لا يقل عدد المساهمين من الجمهور عن 50 في حال كانت القيمة السوقية المتوقعة لجميع الاسهم المطلوب إدراجها تزيد على 40 مليون ريال، أو 35 مساهما في حال كانت القيمة تقل عن 40 مليون ريال |
| الالتزامات المستمرة            | متطلبات الإفصاح المعتادة: الإفصاح عن البيانات المالية الربع سنوية خلال مدة لا تتجاوز شهر وفي 3 أشهر للبيانات السنوية | متطلبات إفصاح أكثر مرونة من حيث المدة بحيث لا تتجاوز المدة في حالة الإفصاح عن البيانات المالية الربع سنوية عن 45 يوم                                                                   |
| نسبة التذبذب                   | ± 10% | ± 20% |

## الشركات المدرجة
تاريخ الإدرجات في سوق نمو.
| رمز الشركة | اسم الشركة                                         | اسم التداول             | القطاع                | تاريخ الإدراج | سعر الإدراج | ملاحظات                                  | تاريخ الانتقال للسوق الرئيسية | مصادر        |
| 9592       | المجتمع الرائدة الطبية                             |                         | طبي                   | 22-11-2023    |             |                                          | لم يحدد بعد                   | نشرة الإصدار |
| ---------- | -------------------------------------------------- | ----------------------- | --------------------- | ------------- | ----------- | ---------------------------------------- | ----------------------------- | ------------ |
| 9522       | شركة الحاسوب للتجارة                               | الحاسوب                 |                       | 04-11-2021    | 95 ريال     |                                          | لم يحدد بعد                   | نشرة الإصدار |
| 9521       | شركة إنماء الروابي                                 | إنماء الروابي           |                       | 28-10-2021    | 15 ريال     | تاسع إدراج مباشر في السوق الموازية "نمو" | لم يحدد بعد                   | مستند تسجيل  |
| 9516       | شركة توزيع الغاز الطبيعي                           |                         |                       | 22-09-2021    | 13 ريال     | إدراج مباشر                              | لم يحدد بعد                   | نشرة الإصدار |
|            | شركة مطاعم بيت الشطيرة للوجبات السريعة (برغرايززر) |                         |                       | 08-09-2021    |             |                                          | لم يحدد بعد                   | نشرة الإصدار |
|            | شركة بنان العقارية                                 |                         |                       | 11-08-2021    |             |                                          | لم يحدد بعد                   | نشرة الإصدار |
|            | شركة التنمية الغذائية                              |                         |                       | 04-08-2021    |             |                                          | لم يحدد بعد                   | نشرة الإصدار |
|            | شركة مجمع المركز الكندي الطبي العام                |                         |                       | 02-08-2021    |             |                                          | لم يحدد بعد                   | نشرة الإصدار |
|            | الشركة الوطنية لصناعة الأسمدة الكيماوية            |                         |                       | 28-07-2021    |             |                                          | لم يحدد بعد                   | نشرة الإصدار |
|            |                                                    | أسمنت الرياض            |                       | سبتمبر 2020   |             | إدراج مباشر في السوق الموازية "نمو"      | لم يحدد بعد                   | نشرة الإصدار |
|            | شركةوطني للحديد والصلب                             |                         |                       | فبراير 2021   |             | إدراج مباشر في السوق الموازية "نمو"      | لم يحدد بعد                   | نشرة الإصدار |
|            | فش فاش للمواد الغذائية                             | فش فاش                  |                       | مايو 2021     |             | إدراج مباشر في السوق الموازية "نمو"      | لم يحدد بعد                   | نشرة الإصدار |
|            | شركة الناقول                                       | الناقول                 |                       | يونيو 2021    |             | إدراج مباشر في السوق الموازية "نمو"      | لم يحدد بعد                   | نشرة الإصدار |
|            | شركة الوطنية لصناعة الأسمدة الكيماوية              |                         |                       | يوليو 2021    |             | إدراج مباشر في السوق الموازية "نمو"      | لم يحدد بعد                   | نشرة الإصدار |
|            | المركز الكندي الطبي العام                          |                         |                       | أغسطس 2021    |             |                                          | لم يحدد بعد                   | نشرة الإصدار |
|            | بنان العقارية                                      |                         |                       | أغسطس 2021    |             |                                          | لم يحدد بعد                   | نشرة الإصدار |
|            | توزيع الغاز الطبيعي                                |                         |                       | سبتمبر 2021   |             |                                          | لم يحدد بعد                   | نشرة الإصدار |
| 9501       | شركة الأعمال التطويرية الغذائية                    | التطويرية الغذائية      | الخدمات الإستهلاكية   | فبراير 2017   |             |                                          | لم يحدد بعد                   | نشرة الإصدار |
| 9510       | الشركة الوطنية للبناء والتسويق                     | الوطنية للبناء والتسويق | السلع الرأسمالية      |               |             |                                          | لم يحدد بعد                   | نشرة الإصدار |
| 9511       | شركة سمو العقارية                                  | سمو                     | إدارة وتطوير العقارات |               |             |                                          | لم يحدد بعد                   | نشرة الإصدار |
| 9512       | شركة الأسمنت الأبيض السعودي                        | الأسمنت الأبيض          | المواد الأساسية       |               |             |                                          | لم يحدد بعد                   | نشرة الإصدار |